# قنات رهن
قنات رهن مربوط به دورهٔ نامشخص است و در شهرستان گناباد، روستای رهن واقع شده و این اثر در تاریخ ۸ دی ۱۳۹۶ با شمارهٔ ثبت ۳۱۸۷۵ به‌عنوان یکی از آثار ملی ایران به ثبت رسیده است.